# 小行星6584
小行星6584（英語：6584 Ludekpesek）是一颗围绕太阳公转的小行星。1984年3月31日，愛德華·鮑威爾在可可尼诺县发现了此天体。
这颗小行星的绝对星等为80.58936等。